# Velarde (Nuevo México)
Velarde es un lugar designado por el censo ubicado en el condado de Río Arriba en el estado estadounidense de Nuevo México. En el Censo de 2010 tenía una población de 502 habitantes y una densidad poblacional de 75,15 personas por km².

## Geografía
Velarde se encuentra ubicado en las coordenadas 36°9′34″N 105°57′32″O / 36.15944, -105.95889. Según la Oficina del Censo de los Estados Unidos, Velarde tiene una superficie total de 6.68 km², de la cual 6.61 km² corresponden a tierra firme y (1.01%) 0.07 km² es agua.

## Demografía
Según el censo de 2010, había 502 personas residiendo en Velarde. La densidad de población era de 75,15 hab./km². De los 502 habitantes, Velarde estaba compuesto por el 61.16% blancos, el 0% eran afroamericanos, el 3.59% eran amerindios, el 0% eran asiáticos, el 0% eran isleños del Pacífico, el 31.27% eran de otras razas y el 3.98% pertenecían a dos o más razas. Del total de la población el 84.86% eran hispanos o latinos de cualquier raza.

## Educación
Las Escuelas Públicas de Española gestiona la Escuela Primaria de Velarde.